# لوبور توکوش
لوبور توکوش (چکی: Lubor Tokoš؛ ‏ ۷ فوریهٔ ۱۹۲۳ – ۲۹ سپتامبر ۲۰۰۳) بازیگر و نقاش اهل جمهوری چک بود.
از فیلم‌ها یا برنامه‌های تلویزیونی که وی در آن نقش داشته‌است، می‌توان به گوش، شاهدخت یاسننکا و کفاش پرنده، رؤیاهای ممنوعه، قلعه، ناله نکن، سنجاب! و پتک جادوگران اشاره کرد.
وی همچنین برندهٔ جوایزی همچون جایزه تالیا شده‌است.